# Flore de France
Flore de France (abreviado Fl. France) es un libro con ilustraciones y descripciones botánicas que fue escrito conjuntamente por Jean Charles Grenier & Dominique Alexandre Godron. Fue publicado en Besançon en 3 volúmenes en los años 1848-1856 con el nombre de Flore de France, ou Description des Plantes qui Croissent Naturellement en France et en Corse.